# Alex Calderoni
Alex Calderoni (Ravenna, 1976. május 31. –) olasz labdarúgó, kapus.

## Pályafutása
63 élvonalbeli és 181 másodosztályú mérkőzésen szerepelt az olasz bajnokságban. A Serie A-ban az Atalanta, a Torino és a Cesena csapataival szerepelt.